# Lycaena nivalis
Lycaena nivalis är en fjärilsart som beskrevs av Jean Baptiste Boisduval 1869. Lycaena nivalis ingår i släktet Lycaena och familjen juvelvingar. Inga underarter finns listade i Catalogue of Life.